# Valdés-félsziget

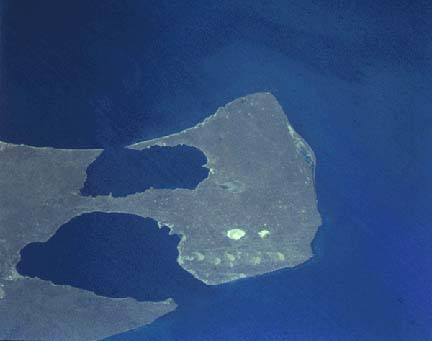

A Valdés-félsziget (spanyolul Península Valdés) egy félsziget az Atlanti-óceán partján, az argentínai Chubut tartomány északkeleti részén. A legközelebbi nagyváros Puerto Madryn.
A félsziget mintegy 100 km széles, 50 km hosszú, területe 3625 km². A szárazfölddel a mindössze 5–6 km széles földnyak (Istmo Carlos Ameghino) köti össze, amelynek északi oldalán a Golfo San José (San José-öböl), déli oldalán a Golfo Nuevo (Új-öböl) nevű öblök terülnek el. A félsziget gyéren lakott, legjelentősebb települése a kis Puerto Pirámides.
A félsziget legnagyobb része terméketlen föld néhány sós vizű tóval. A legnagyobb tó vízszintje a tengerszint alatt 40 m, valamint a félszigeten található Argentína és Dél-Amerika legmélyebb szárazföldi pontja is, a tengerszint alatt 42 m (Laguna del Carbón). A növényzet alacsony, száraz cserjebozót.
Ezt a fontos védett területet 1999-ben vették fel az UNESCO világörökségi helyszínei listájára. Partvonalát tengeri emlősök, sörényes fókák, déli elefántfókák és dél-amerikai medvefókák népesítik be. A déli elefántfókák kolóniája ezernél is több példányból áll nyáron, novembertől márciusig. Ilyenkor van az ellési időszak, és itt nevelik fel kicsinyeiket. Déli simabálnák találhatóak Golfo Nuevóban és Golfo San Joséban, a Patagónia és a félsziget közötti védett vizekben. Ezek a sziláscetek május és december között jönnek ide párosodni és elleni, mert az öböl vize csendesebb és melegebb, mint a nyílt tengeren. A parttól távol, a tengeren kardszárnyú delfinek találhatók.
A félsziget belsejében nanduk, guanakók és nagy marák élnek. A félsziget madárvilága rendkívül változatos: legalább 181 madárfaj él itt, közülük 66 vándorló. A területen lakik a ritka déli-sarkvidéki galamb. A madarak legfőbb költőhelye a San José-öbölben kiemelkedő kis sziget, az Isla de los Pájaros (Madarak szigete)

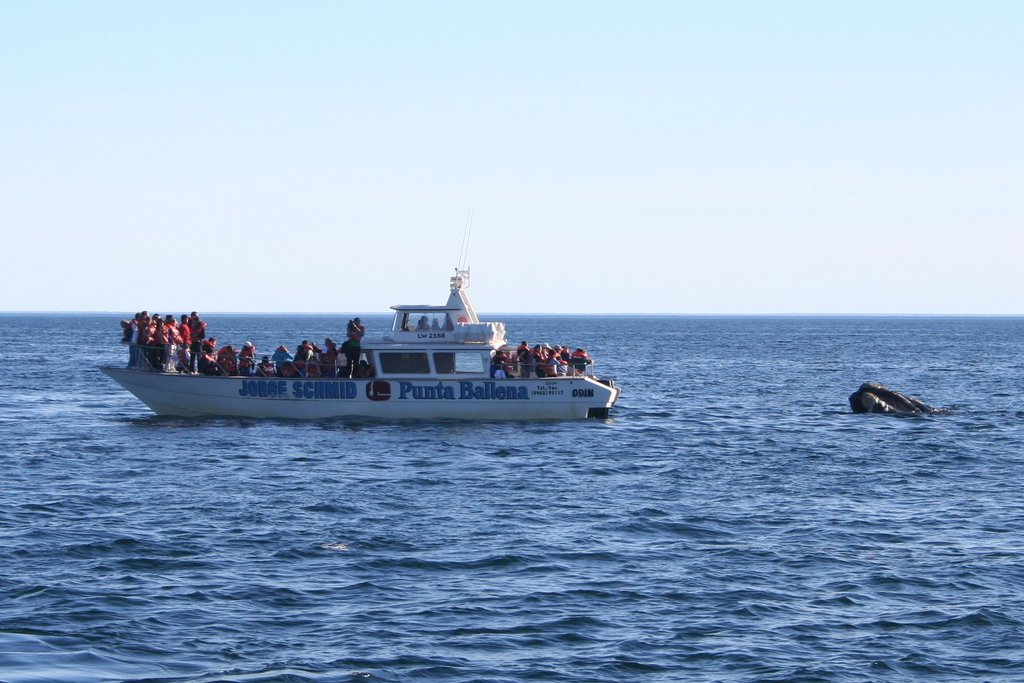
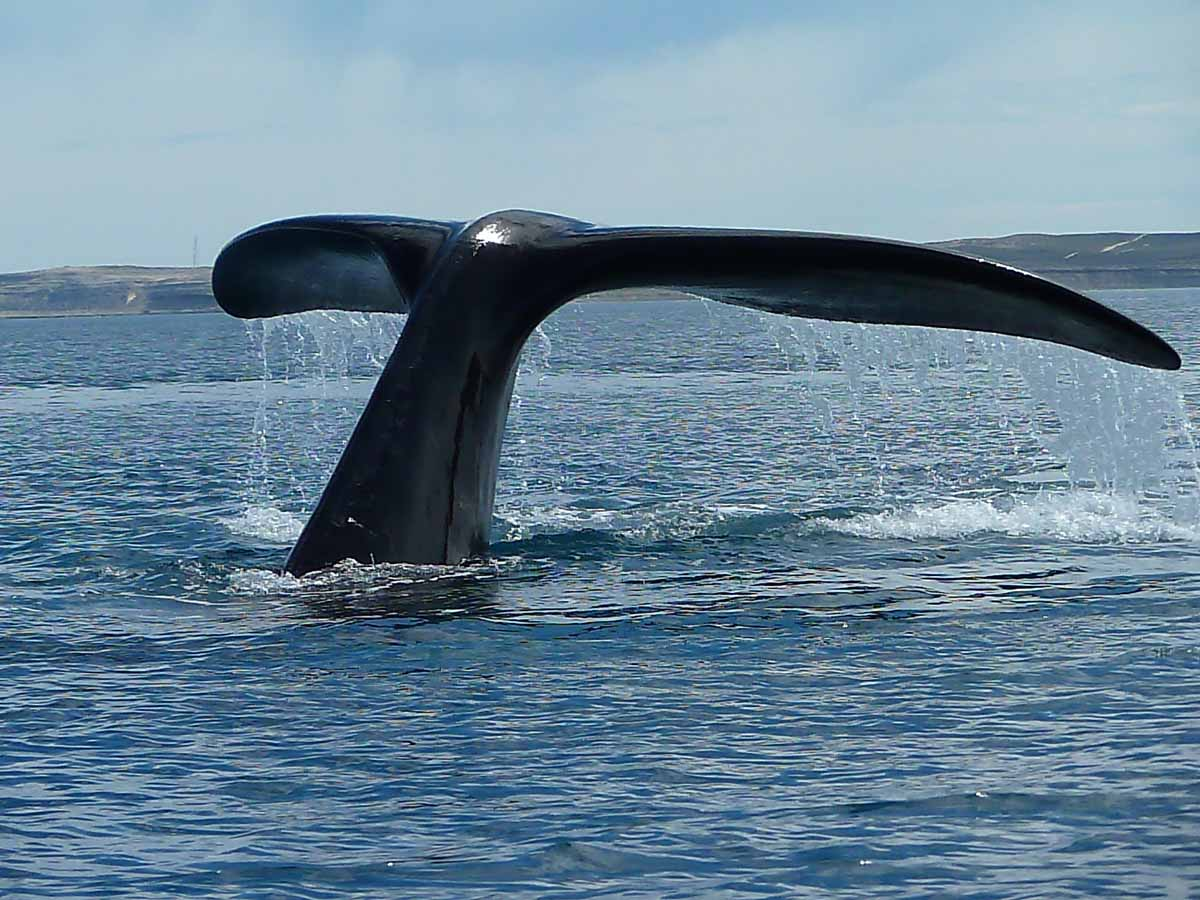
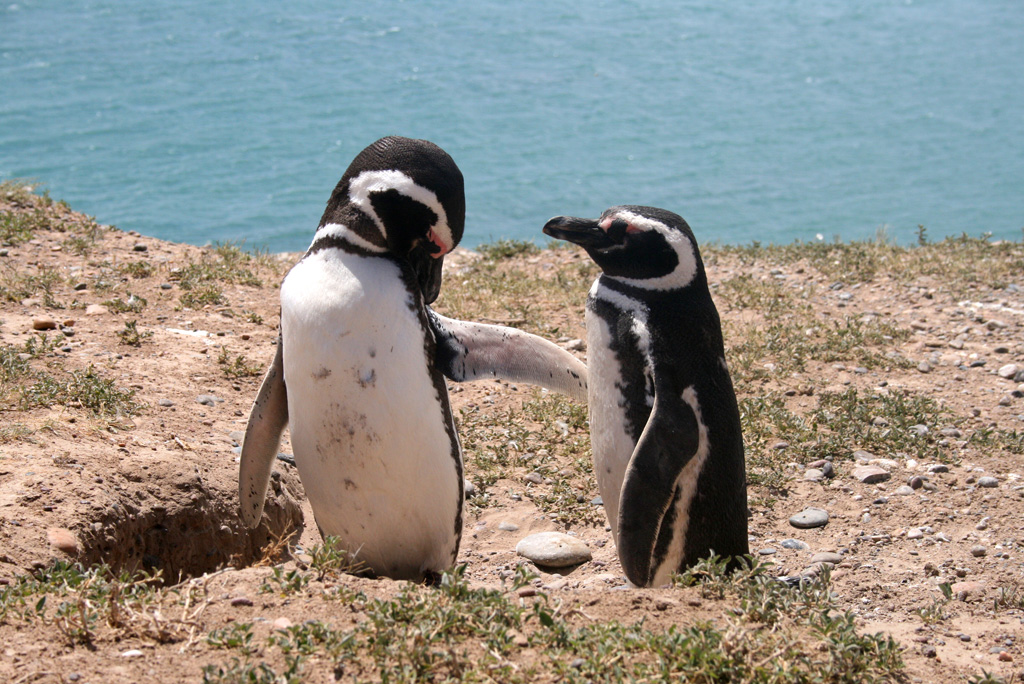
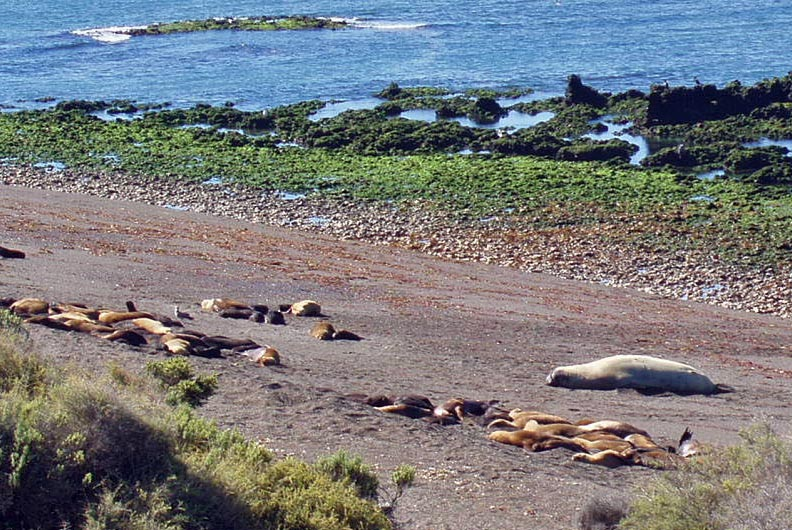